# Wout Poels
Wouter Lambertus Martinus Henricus Poels (n. 1 octombrie 1987, Venray, Limburg, Țările de Jos) este un ciclist profesionist neerlandez, care concurează în prezent pentru echipa Team Bahrain Victorious.

## Rezultate în Marile Tururi

### Turul Italiei
3 participări
- 2014: locul 21
- 2018: locul 12
- 2022: locul 34

### Turul Franței
10 participări
- 2011: nu a terminat competiția
- 2012: nu a terminat competiția
- 2013: locul 28
- 2015: locul 44
- 2016: locul 28
- 2018: locul 58
- 2019: locul 26
- 2020: locul 110
- 2021: locul 16
- 2023: câștigător al etapei a 15-a

### Turul Spaniei
9 participări
- 2011: locul 17, câștigător al etapei a 15-a
- 2013: nu a terminat competiția
- 2014: locul 38
- 2017: locul 6
- 2019: locul 12
- 2020: locul 6
- 2021: locul 23
- 2022: nu a terminat competiția
- 2023: câștigător al etapei a 20-a